# 天平庵
株式会社天平庵（てんぴょうあん）は、奈良県に7店舗、東京都に2店舗を展開している製菓メーカーである。

## 概要
2006年、日本の菓子発祥の地といわれる奈良よりブランド展開を開始。
ブランドカラーとして、聖徳太子が定めた冠位十二階の最上位・大徳を表す「濃紫」を採用し、多くの菓名を万葉集からとっている。

## 沿革
- 2006年 - 奈良でブランド展開を開始。天平庵第1号店として奈良県桜井市に工場併設の三輪本店をオープン。
- 2007年
  - 奈良県に西大和店をオープン
  - 奈良県に天理店をオープン
- 2008年
  - 奈良県国立博物館前に東大寺店をオープン
  - 奈良県にイオンモール橿原アルル店をオープン
- 2009年 - 奈良県に大和郡山店をオープン
- 2010年
  - 天平庵の東京都第1号店である「エキュート東京店」をオープン
  - 小平工房をスタート、東京都小平市に工房併設の小平店をオープン
- 2011年 - 国立大学法人奈良女子大学の「奈良の食プロジェクト」と共同研究をスタート
- 2013年 - 全国菓子大博覧会・広島 名誉総裁賞
- 2016年 - 奈良県に押熊店をオープン
- 2017年 - 天理市（ふるさと天理応援寄付金）へ寄付
- 2018年 - なら女性活躍推進倶楽部に登録される
- 2019年 - 商品『秋篠の森』が、「モンドセレクション金賞」を受賞

## 主力商品

### 大和三山
商品名は、古代大和の象徴「大和三山」のように、長く親しまれるようにとの願いを込めて命名された。
北海道産小豆・国産小麦・ヨード卵など選びぬいた素材を100％使用。ふわふわした食感と、上品な甘みが楽しめる。 

### 秋篠の森
2019年「モンドセレクション金賞」を受賞。
ホワイトチョコの優しい甘みと、宇治抹茶の芳醇な香りとほろ苦さが融合した、しっとりやわらかな食感の生さぶれ。

## 店舗

### 奈良県
- 三輪本店
- 西大和店
- 天理店
- 東大寺店
- イオンモール橿原店
- 大和郡山店
- 奈良押熊店

### 東京都
- エキュート東京店
- 小平店